# استفان لوئیس (بازیگر)
استفان لوئیس (انگلیسی: Stephen Lewis؛ ‏ ۱۷ دسامبر ۱۹۲۶ – ۱۲ اوت ۲۰۱۵) هنرپیشه و کمدین اهل بریتانیا بود.
از فیلم‌هایی که وی در آن نقش داشته‌است، می‌توان به ماجراهای راننده تاکسی و در انتهای دوران میانسالی اشاره کرد.